# Pseudobagrus
Pseudobagrus es un género de peces siluriformes que habitan corrientes y ríos del Este de Asia, especialmente China, donde se encuentran casi la mitad de las especies.
Las dos especies Coreobagrus, C. brevicorpus y C. ichikiwai, se tratan en la literatura reciente como pertenecientes a este género. Se ha notado que  Pelteobagrus puede no ser monofilético si se excluyen las especies ubicadas en Pseudobagrus y Coreobagrus.
Las especies de Pseudobagrus son peces gato de pequeño a mediano tamaño. Estos peces tienen todos una boca inferior, cuatro pares de bigotes, la parte superior de la cabeza cubierta por piel en la mayoría de las especies; dos aletas dorsales; aleta pélvica pequeña y aleta caudal emarginada, truncada o redonda.
Una especie extinta, P. ikiensis Watanabe & Uyeno, se conoce en Japón desde la mitad del Mioceno.

## Especies
Esta es la lista de especies que lo componen:
- Pseudobagrus albomarginatus (Rendahl (de), 1928)
- Pseudobagrus analis (Nichols, 1930)
- Pseudobagrus aurantiacus (Temminck & Schlegel, 1846)
- Pseudobagrus brachyrhabdion J. L. Cheng, Ishihara & E. Zhang, 2008[6]
- Pseudobagrus brevianalis Regan, 1908
- Pseudobagrus brevicaudatus (H. W. Wu, 1930)
- Pseudobagrus crassilabris (Günther, 1864)
- Pseudobagrus eupogoides H. W. Wu, 1930
- Pseudobagrus fui C. P. Miao, 1934
- Pseudobagrus gracilis Jie Li, X. L. Chen & B. P. L. Chan, 2005[3]
- Pseudobagrus hwanghoensis (T. Mori, 1933)
- Pseudobagrus kaifenensis (T. L. Tchang, 1934)
- Pseudobagrus koreanus Uchida, 1990
- Pseudobagrus kyphus Đ. Y. Mai, 1978
- Pseudobagrus medianalis (Regan, 1904)
- Pseudobagrus microps (Rendahl, 1932)
- Pseudobagrus nubilosus H. H. Ng & Freyhof, 2007[2]
- Pseudobagrus omeihensis (Nichols, 1941)
- Pseudobagrus ondon T. H. Shaw, 1930
- Pseudobagrus pratti (Günther, 1892)
- Pseudobagrus rendahli (Pellegrin & P. W. Fang, 1940)
- Pseudobagrus sinyanensis (T. S. Fu, 1935)
- Pseudobagrus taeniatus (Günther, 1873)
- Pseudobagrus taiwanensis Ōshima, 1919
- Pseudobagrus tenuifurcatus (Nichols, 1931)
- Pseudobagrus tenuis (Günther, 1873)
- Pseudobagrus tokiensis Döderlein), 1887
- Pseudobagrus trilineatus (C. Y. Zheng, 1979)
- Pseudobagrus truncatus (Regan, 1913)
- Pseudobagrus vachellii (Richardson, 1846)
- Pseudobagrus wangi C. P. Miao, 1934